# Néranádas község
Néranádas község (románul: Comuna Naidăș) község Krassó-Szörény megyében, Romániában. Központja Néranádas, hozzá tartozik Leszkovica.

## Népessége
A 2011-es népszámlálás adatai alapján a község népessége 1139 fő volt.